# Кудрявцева, Екатерина Дмитриевна
Екатерина Дмитриевна Кудрявцева (род. 24 ноября 1999, Тольятти) — российская гандболистка, Мастер спорта России

## Биография
Родилась в Тольятти. С 10 лет занимается гандболом, воспитанница КСДЮСШОР «Олимп», первым тренером был Михаил Васильевич Яковлев. В настоящее время игрок гандбольного клуба «Лада».

## Достижения
- Чемпионка мира среди юниоров 2016;
- серебряный призёр чемпионата Европы среди молодёжи 2015;
- серебряный призёр чемпионата Европы среди юниорок 2015;
- серебряный призёр чемпионата России 2015;
- серебряный призёр кубка России 2015;
- бронзовый призёр чемпионата России 2016;